# 意第緒語文學
意第绪语文学是指用意第緒語创作的纯文学作品。
意第绪语文学經歷了三个历史阶段：分別是古意第绪语文学、哈斯卡拉运动和哈西迪猶太教文学以及现代意第绪语文学。虽然确切的劃分日期很难确定，但古意第绪语文学年代為1300年至 1780年；哈斯卡拉运动和哈西迪猶太教文学年代為1780年至1890年左右；现代意第绪语文学年代為1864年至今。